# Рассел, Джон Скотт
Джон Скотт Рассел (англ. John Scott Russell; 9 мая 1808, Паркхед близ Глазго, Шотландия — 8 июня 1882, Вентнор, остров Уайт, Англия) — британский инженер-кораблестроитель, учёный и бизнесмен. Известен открытием в 1834 году солитона, а также участием в строительстве корабля «Грейт Истерн». Член Лондонского королевского общества.

## Биография
Джон Скотт Рассел родился в Паркхеде близ Глазго в семье преподобного Дэвида Рассела (1785-1868), учителя приходской школы, и Агнес Кларк Скотт, которая умерла вскоре после рождения сына. Когда мальчику было три года, отец стал священником Церкви Облегчения в Колинсбурге, а затем в Хоике. В 1812 году Дэвид Рассел женился на Анне Титтертон (1787-1861), от которой имел ещё несколько детей.
Джон Скотт Рассел один год проучился в Сент-Эндрюсском университете, после чего перешёл в Университет Глазго, который окончил в 1825 году. Переехав в Эдинбург, он занимался преподаванием математики и естествознания, в том числе обучал будущих медиков в Королевском колледже хирургов. В 1832—1833 годах, после смерти Джона Лесли, Рассел замещал профессора натуральной философии в Эдинбургском университете, но должность в итоге досталась Джеймсу Форбсу. В 1838 году Рассел безуспешно претендовал на пост профессора математики, уступив его Филипу Келланду.
В 1830-е годы Рассел работал на Union Canal Company, которая занималась строительством и обслуживанием канала «Юнион» в Шотландии. Рассел изучал возможность транспорта по каналу и, в частности, связь между сопротивлением движению баржи и возникновением волн. Именно во время работы на канале в 1834 году он сделал своё известное открытие — наблюдал и описал уединённую волну, которую сам называл «великой волной трансляции» и которая, как стало ясно много позже, является частным случаем солитона. Рассел доложил о своём наблюдении на заседании Британской научной ассоциации, а впоследствии представил два детальных доклада о своих исследованиях — в 1837 (совместно с изобретателем Джоном Робисоном) и 1844 годах. Большая книга Рассела, посвящённая «великой волне трансляции», вышла в 1885 году, уже после смерти автора.
Поработав на верфях в Гриноке, в 1844 году Рассел переехал в Лондон, где поначалу трудился в редакции железнодорожного журнала. Затем он стал секретарём Королевского общества искусств и был вовлечён в планирование Всемирной выставки 1851 года. Постепенно интересы Рассела сместились к кораблестроению, он стал директором судостроительной компании, сотрудничал с Изамбардом Брюнелем в разработке передовых кораблей «Грейт Бритн» и «Грейт Истерн». Однако в 1860-е годы его репутация сильно пострадала из-за неудач с «Грейт Истерном» и финансовых споров; он был даже исключён из Института гражданских инженеров.
С 1836 года Рассел был женат на Генриетте Осборн. У них было четверо детей — сын и три дочери.

## Публикации
- Russell J.S., Robison J. Report on Waves // Seventh meeting of the British Association for the Advancement of Science. — London: John Murray, 1837. — P. 417-496.
- Russell J.S. Report on Waves // Fourteenth meeting of the British Association for the Advancement of Science. — London: John Murray, 1845. — P. 311–390.
- Russell J.S. The Modern System of Naval Architecture. — London: Day and Son, 1865.
- Russell J.S. The Wave of Translation in the Oceans of Water, Air and Ether. — London: Trübner & Co., 1885.